# Georg von Heideck
Georg von Heideck (* 1487; † 1551) war Rat des Fürstbistums Bamberg und danach des Pfalzgrafen Friedrich und dessen Neffen, der Pfalzgrafen Ottheinrich und Philipp in deren Fürstentum Pfalz-Neuburg, wo er von 1535 bis 1544 als Hofmeister und Hofrichter in Neuburg amtierte.

## Leben
Georg (Jörg) von Heideck stammte aus dem alten fränkischen Adelsgeschlecht der Heidecker. Er wurde 1587 als ältester Sohn von Johann IV. von Heideck geboren, der in zweiter Ehe mit Ottilie Schenkin von Limpurg verheiratet war. 1508 heiratete er Felicitas, Marschallin von Raueneck (* 1490), mit der er die gemeinsamen Kinder Hans Ulrich († 1558), Dorothea und Felicitas hatte.
Er trat 1509 in die Dienste seines Onkels Georg III. Schenk von Limpurg, des Fürstbischofs von Bamberg. Nach dessen Tod 1522 trat Georg von Heideck in den Dienst Pfalzgraf Friedrichs. 
An den Kämpfen des Bauernkriegs 1525 nahm er teil. Ebenso 1529 am Türkenfeldzug im Gefolge Pfalzgraf Philipps.
Ab ca. 1530 diente er dann in Neuburg am Hof der pfalzgräflichen Brüder Ottheinrich und Philipp. 1533 verhandelte er mit großem Geschick um das Heiratsgut von Ottheinrichs Frau Susanna, der verwitweten Markgräfin von Brandenburg-Kulmbach. 1539 und 1546 begleitete er Pfalzgraf Philipp auf seinen allerdings erfolglosen Brautfahrten nach England.
Georg von Heideck unterstützte Pfalzgraf Ottheinrich auch bei der Einführung der Reformation im Fürstentum Pfalz-Neuburg 1542. Wann Heideck sich selbst dem protestantischen Glauben anschloss, ist nicht bekannt. In den 1540er Jahren erwarb Georg von Heideck umfangreichen Besitz um Neustadt an der Waldnaab.
Er starb am 30. März 1551 und fand seine letzte Ruhestätte in der Pfarrkirche von Altenstadt an der Waldnaab, wo ein Rotmarmor-Epitaph an ihn erinnert, das ihn als Relief lebensgroß in Ritterrüstung zeigt.